# Ravi Kumar
Ravi Kumar Dahiya (* 12. Dezember 1997 in Nahri, Distrikt Sonipat, Haryana) ist ein indischer Ringer. Er gewann 2021 bei den Olympischen Spielen in Tokio eine Silbermedaille in der Freistil-Gewichtsklasse bis 57 kg Körpergewicht.

## Werdegang
Ravi Kumar, der Sohn eines Bauern ist, begann im Kindesalter in seinem Heimatdorf mit dem Ringen. Mit 11 Jahren wechselte er zum Chhatrasal-Stadion, eine für die Ringerausbildung bekannte indische Sportstädte im Norden Delhis, wo er von Virender Kumar trainiert wurde.
Bereits in der Kadetten-Altersklasse konnte Kumar erste internationale Erfahrung sammeln. So wurde er bei den Kadetten-Asienmeisterschaften 2013 in Ulaanbaatar Zweiter und belegte bei den Kadetten-Weltmeisterschaften desselben Jahres im serbischen Zrenjanin den 8. Platz, bei beiden in der Gewichtsklasse bis 54 kg. 2015 wurde er in der 55-kg-Gewichtsklasse Junioren-Asienmeister bei den Meisterschaften in Malaysia sowie Junioren-Vizeweltmeister bei der Weltmeisterschaft im brasilianischen Salvador.
Vor seinem Sprung in den Seniorenbereich nahm er 2018 an den U23-Weltmeisterschaften in Bukarest teil. Dort musste er sich lediglich dem Japaner Toshihiro Hasegawa geschlagen geben und wurde Zweiter in der Gewichtsklasse bis 57 kg.
2019 nahm Kumar erstmals an internationalen Wettbewerben in der Freistil-Klasse bis 57 kg im Seniorenbereich teil. Bei den Asienmeisterschaften in Xi’an kam er bis in den Kampf um Bronze, in dem er jedoch Yūki Takahashi aus Japan unterlag und somit Rang 5 belegte. Bei den Weltmeisterschaften in Nur-Sultan ließ er Arsen Harutjunjan und Yūki Takahashi hinter sich und musste sich erst im Halbfinale dem Russen Saur Ugujew geschlagen geben. Im Kampf um Rang 3 konnte er dann allerdings Reza Atri aus dem Iran besiegen und gewann damit die Bronzemedaille. Mit dieser Platzierung sicherte er zudem einen Startplatz bei den Olympischen Spielen 2020.
Mit dem Finalsieg über Hikmatullo Wohidow aus Tadschikistan gelang es Kumar 2020 erstmals Asienmeister in der Gewichtsklasse bis 57 kg zu werden. Diesen Erfolg konnte er im Folgejahr wiederholen. Dabei besiegte er im Finale den Iraner Alireza Sarlak.
2021 startete Ravi Kumar beim Freistilwettbewerb bis 57 kg bei den Olympischen Spielen in Tokio. Nach Siegen über Óscar Tigreros aus Kolumbien und Georgi Wangelow aus Bulgarien traf er im Halbfinale auf den Kasachen Nurislam Sanajew, den er per Schultersieg bezwingen konnte. Im Finale traf er auf Saur Ugujew, der für das Russische Olympische Komitee startete, unterlag diesem jedoch mit 4:7 und gewann somit die Silbermedaille.
Bei den Asienmeisterschaften 2022 konnte Kumar zum Drittenmal in Folge die Goldmedaille in der 57-kg-Klasse gewinnen. Im Finale bezwang er Rakhat Kalzhan aus Kasachstan. In Birmingham erreichte er bei den Commonwealth Games ebenfalls das Finale und bezwang in diesem Ebikewenimo Welson aus Nigeria. Bei den Weltmeisterschaften in Belgrad schied er hingegen durch eine Niederlage gegen den Usbeken Gulomjon Abdullayev nach seinem ersten Kampf aus.

## Auszeichnungen
2021 wurde Kumar mit dem höchsten, nationalen Sportpreis Indiens, der Rajiv Gandhi Khel Ratna, ausgezeichnet.